# Pierre Gras du Villard
Pierre Gras du Villard (* um 1700 in Grenoble; † 1785 ebenda) war ein französischer Theologe und Schriftsteller.

## Leben
Pierre Gras du Villard widmete sich dem Studium der Theologie und wurde später Pfründner des Kapitels von Saint-André zu Grenoble und Superior des Schwesternhauses von Parménie. Seine Arbeiten, welche die Verhältnisse von Grenoble betreffen, lieferten Beiträge zur Kirchengeschichte des Bistums Grenoble. Hierzu gehören:
- Sanctoral, ou légendes des saints du diocèse de Grenoble, Grenoble 1730; neue Auflage ebenda 1740
- Éloges de quinze illustres chanoines de Saint-André de Grenoble, Grenoble 1733
- Discours sur la vie et la mort de M. le cardinal Lecamus, évêque et prince de Grenoble, Lausanne [Grenoble] 1748

Gras du Villard verfasste auch Schriften über die Schwestern von Parménie:
- Histoire de la pieuse bergère du mont de Parménie, ou la vie de la sœur Louise, Grenoble 1752
- Abrégé historique de la Maison de Parménie, Grenoble 1759
- Le voyage spirituel des sœurs de Parménie, Grenoble 1760

Ferner schrieb Gras du Villard ein Sendschreiben über die Narrenprozessionen und ähnliche Possen in verschiedenen Kirchen (Lettre sur la procession des fous et autres extravagances en diverses églises, Grenoble 1757), eine Abhandlung über den Ursprung der Familiennamen (Dissertation sur l’origine des noms de la famille, Grenoble 1758) und ein Sendschreiben über einen Kometen (Lettre d’un chanoine de Grenoble à un de ses amis sur la comète).
Unbedeutend erscheinen Gras du Villards moralisch-philosophische und asketische Versuche (Les agréments de la solitude, Grenoble 1758; Cantiques spirituels, Grenoble 1759). Seine lateinischen Inschriften im Lapidarstil (Inscriptions latines en style lapidaire, avec de notes curieuses et intéressantes) sind nur gelehrte Spielerei. Von seinen kleineren vermischten Schriften, die er unter dem Titel Grassiana ou œuvres mêlées herauszugeben anfing, erschien nur das erste Heft, das die Beschreibung einiger Altertümer von Saint-André enthält.